# Élisabeth Mikhaïlovna de Russie
Elisabeth Mikhaïlovna de Russie, en russe : Елизавета Михайловна. Grande-duchesse de Russie, elle est née le 26 mai 1826 au palais du Kremlin à Moscou et morte le 28 janvier 1845 à Wiesbaden en duché de Nassau. Par son mariage célébré en 1844, elle devint duchesse consort de Nassau.

## Famille
Elle est la seconde fille du grand-duc Mikhaïl Pavlovitch de Russie et de Charlotte de Wurtemberg.

### Mariage
Le 31 janvier 1844, à Saint-Pétersbourg, la grande-duchesse Élisabeth Mikhaïlovna de Russie épousa Adolphe Ier duc de Nassau, fils de Guillaume de Nassau et de Louise de Saxe-Hildburghausen.

## Biographie
La grande-duchesse reçut le nom de sa tante, l'impératrice Élisabeth Alexeïevna, décédée le 26 mai 1826 et veuve du tsar Alexandre Ier de Russie, la tsarine fut une amie très proche de sa mère.
Charlotte de Wurtemberg accorda beaucoup d'attention à l'éducation de ses enfants.
Surnommée « Lili », la grande-duchesse Élisabeth Mikhaïlovna de Russie grandit au sein de la maison familiale, le palais Mikhaïlovski à Saint-Pétersbourg. Ce fut une jeune princesse aussi belle que sa mère Elena Pavlovna.
À la fin de l'année 1843, le futur Adolphe Ier de Nassau en visite pour la première fois dans la capitale de la Russie impériale rencontra la jeune princesse Élisabeth (dont la tante maternelle, la princesse Pauline de Wurtemberg était la belle-mère d'Adolphe). Entre le prince de Nassau et Élisabeth ce fut le coup de foudre, et le mariage fut célébré le 31 janvier 1844 à Saint-Pétersbourg. La grande-duchesse était âgée de dix-sept ans, le prince de 26 ans. Quelques jours auparavant, le 28 janvier 1844, sa cousine, la grande-duchesse Alexandra Nikolaïevna de Russie épousa le prince Frédéric de Hesse-Cassel. À l'occasion de ces deux unions, un grand nombre d'invités furent présents. Après leur union le jeune couple demeura un certain temps en Russie puis s'établit en Allemagne au château de Biebrich à Wiesbaden. Peu de temps après, pour le plus grand bonheur du prince, la grande-duchesse Élisabeth Mikhaïlovna de Russie attendit un heureux événement.

## Décès et inhumation

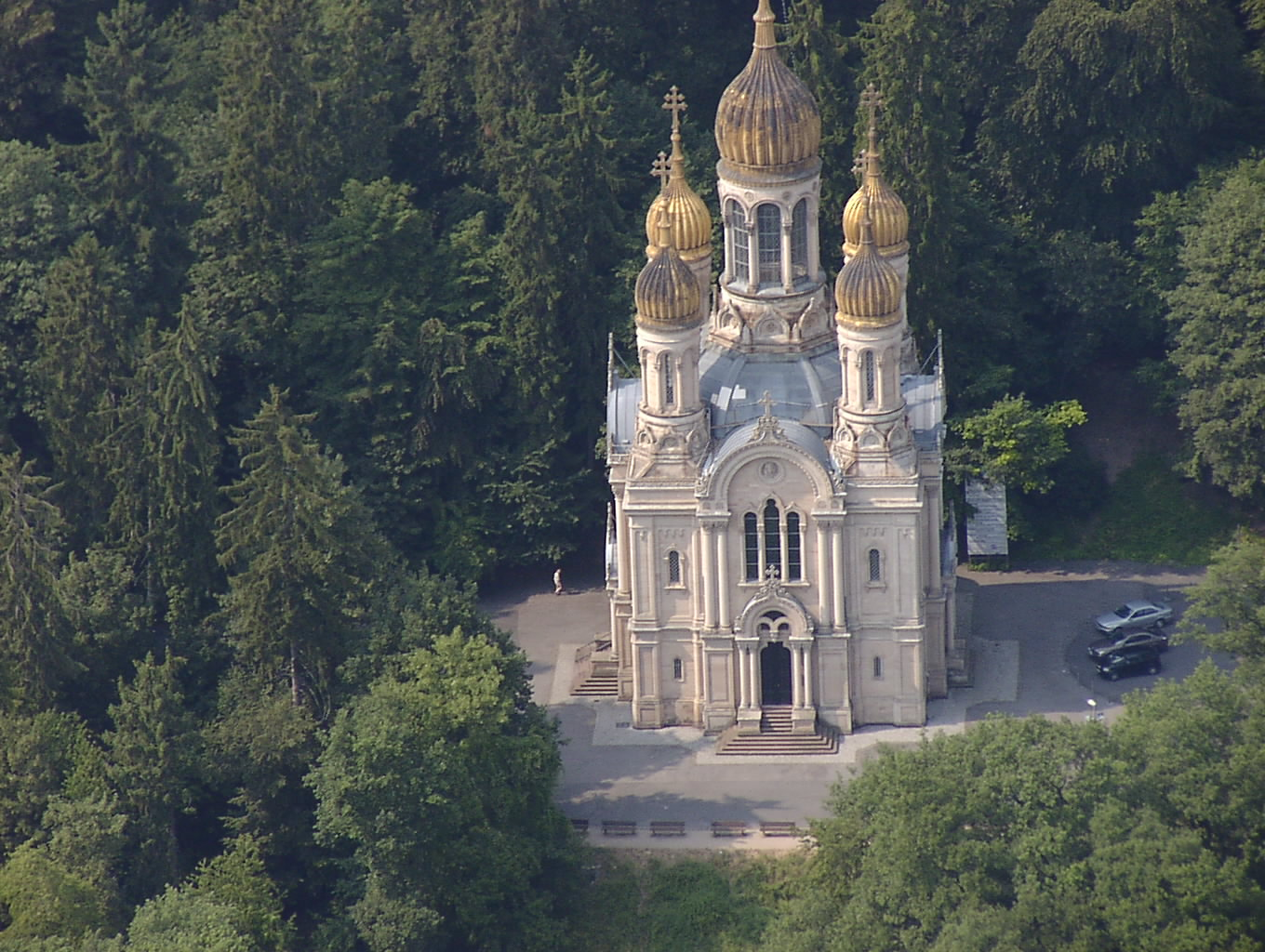
L'église Sainte-Élisabeth à Wiesbaden, vue aérienne

Un an après leur union, la grande-duchesse décéda en couches, elle avait donné le jour à une petite Élisabeth, l'enfant décéda peu après.
Adolphe Ier de Nassau fit ériger une église orthodoxe russe au sommet de la colline de Neroberg à 245 mètres d'altitude, l'église Sainte-Élisabeth, une œuvre de l'architecte Philipp Hoffmann. Au sommet de cette colline, le prince fit inhumer sa tendre et bien-aimée épouse dans un tombeau afin que le prince puisse toujours l'apercevoir de son palais. Le 28 mai 1855, la construction de l'église prit fin, la dépouille de la princesse y fut déposée.
A la mémoire de ses défuntes filles, la princesse Maria Pavlovna de Russie décédée le 19 novembre 1846 et la grande-duchesse Élisabeth Pavlovna de Russie, la grande-duchesse Charlotte de Wurtemberg fit construire un hôpital et un orphelinat portant le nom de Élizaveta et Maria à Pavlovsk et Saint-Pétersbourg.
Le duc de Nassau, ne pouvant rester sans descendance, épousa six ans plus tard Adélaïde d'Anhalt-Dessau. Ils sont les ancêtres des actuels grand-ducs de Luxembourg.

## Sources
- Jean-Charles Volkmann, Généalogie des rois et des princes, Éd. Jean-Paul Gisserot, 1998

- (it) Cet article est partiellement ou en totalité issu de l’article de Wikipédia en italien intitulé « Elizaveta Michajlovna Romanova » (voir la liste des auteurs).

- (pl) Cet article est partiellement ou en totalité issu de l’article de Wikipédia en polonais intitulé « Elżbieta Michajłowna Romanowa » (voir la liste des auteurs).

- (ru) Cet article est partiellement ou en totalité issu de l’article de Wikipédia en russe intitulé « Елизавета Михайловна » (voir la liste des auteurs).